# Badí'
Badí‘ (Árabe:ﺑﺪﻳﻊ)‎(1852 - 1869) é um título dado a Mírzá Áqá Buzurg-i-Nishapuri, também conhecido pelo título de Orgulho dos Mártires. Ele foi filho de `Abdu'l-Majid-i-Nishapuri, um devotado seguidor do Báb e de Bahá'u'lláh
Badí` é mais conhecido por ser o portador de uma epístola escrita por Bahá'u'lláh para Nasiri'd-Din Shah, onde foi torturado e morto com a idade de 17 anos. O calendário bahá'í, também conhecido como calendário Badí, foi nomeado em sua homenagem. Ele também foi um dos mais ilustres apóstolos de Bahá'u'lláh na história Bahá'í.

## Viagens
Embora o pai de Badí fosse um bahá'í, Badí anteriormente não estava muito interessado na nova religião. Ele era um jovem desobediente e rebelde, e seu pai ficava cada vez mais desesperançado com ele entre os membros da família. Foi quando ele encontrou Nabíl-i-A`zam, um dos apóstolos de Bahá'u'lláh, que Badí foi tocado ao ouvir um poema de Bahá'u'lláh e começou a chorar. Depois de concluir seus estudos, ele largou suas posses e partiu a pé para Bagdá, Iraque onde um grande número de bahá'ís sofria com a perseguição. Finalmente ele partiu a pé de Mossul por Bagdá até a cidade-prisão de `Akka, situado atualmente em Israel.
Como os guardas da prisão protegiam contra a entrada dos bahá'ís em `Akka, Badí vestiu-se como um água-portador e com isso ele conseguiu entrar, depois prosseguiu até uma mesquita onde ele pode reconhecer `Abdu'l-Bahá que lhe deu um recado. Badí recebeu duas entrevistas com Bahá'u'lláh, e foi pedido que ele entregasse a epístola de Lawh-i-Sultán, uma epístola de Bahá'u'lláh para Nasiri'd-Din Shah, Xá da Pérsia. Ele recebeu a epístola em Haifa, Israel para evitar que fosse capturado pelas autoridades do Império Otomano. Ele partiu de pé numa jornada de quatro meses até chegar em Teerã, Irã. Durante a jornada ele foi relatado de estar "cheio de alegria, risos, gratidão e tolerância, andando com bastante ritmo ao deixar a estrada e virava sua face de volta para `Akká. Ele então se posicionava e dizia: 'Ó Deus, a quem concedeu a mim com sua recompensa, não a retire por Sua justiça; ao invés conceda-me força para protegê-la'".

## Execução
Após três dias de jejum, Badí foi ao acampamento de verão do Xá, e o Xá veio em sua direção enquanto caçava na floresta. Badí aproximou-se do monarca com respeito e tranqüilidade dizendo: "Ó Rei! Eu vim a ti de Sabá com uma grande mensagem". Badí foi preso e torturado por três dias consecutivos, sua cabeça foi batida a uma polpa com a extremidade de um rifle, depois do qual seu corpo foi jogado em um poço atirando terra e pedras em cima dele.
Uma fotografia bem conhecida de Badí existe, tirada a pedido do Xá, no qual ele está com correntes por volta de seu corpo durante a tortura, não demonstrando emoções de dor.